# Оркански висови (филм из 2026)
Оркански висови (енгл. Wuthering Heights) је предстојећи драмски филм из 2026. године, који је режирала, написала и ко-продуцирала Емералд Фенел. Заснован је на истоименом роману Емили Бронте, а главне улоге у филму тумаче Марго Роби, Џејкоб Елорди, Шазад Латиф, Хонг Чау и Алисон Оливер.
Филм ће изаћи 13. фебруара 2026. године.

## Радња
Радња истражује интензиван и деструктиван однос између Хитклифа и Кетрин Ерншо.

## Улоге
| Глумац        | Улога          |
| ------------- | -------------- |
| Марго Роби    | Кетрин Ерншо   |
| Џејкоб Елорди | Хитклиф        |
| Шазад Латиф   | Едгар Линтон   |
| Хонг Чау      | Нели Дин       |
| Алисон Оливер | Изабела Линтон |